# 金赫奎
Deft（韓語：데프트），本名金赫奎（：／ Gim Hyeok-gyu，1996年10月23日— ），是一個英雄聯盟的職業玩家，目前效力KT Rolster。他曾代表Edward Gaming奪得2015年英雄聯盟季中邀請賽冠軍和代表DRX奪得英雄联盟2022赛季全球总决赛世界冠軍。

## 職業生涯

### MVP Blue / Samsung Blue (2013–2014)
MVP Blue在2013年二月十九日簽下Deft，並在四月三日於OGN聯賽首次亮相。隊伍首年春夏季都未能晉身季後賽。下一年，三星收購了MVP，隊伍更名為Samsung Blue。Deft在春季決賽擊敗了Najin Shield，嬴得了他首個聯賽冠軍 。Samsung Blue在夏季決賽被KT Rolster Arrows擊敗，但因全年積分最高，代表南韓以一號種子出戰英雄联盟2014赛季全球总决赛。Samsung Blue在小組賽以首名出線，在淘汰賽擊敗C9後遇上姊妹隊兼最後成為冠軍的Samsung White，0-3落敗，止步準決賽。

### Edward Gaming (2015–2016)

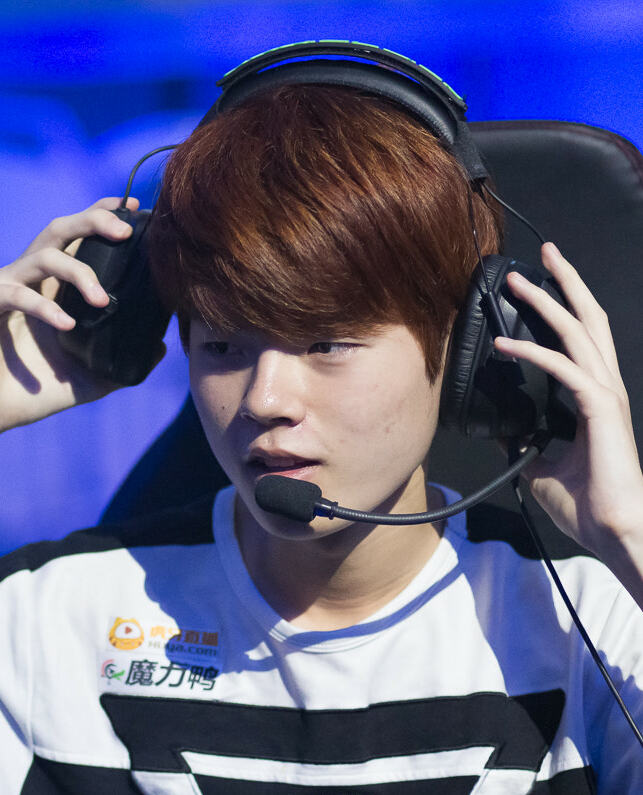
2015年LPL夏季聯賽的Deft

中國LPL聯賽的Edward Gaming (EDG)在2014年十一月簽下Deft。在加入的第一個賽季，Deft帶領隊伍殺入2015LPL春季的決賽，對陣LGD Gaming。雙方各取兩局，在決勝第五局的35分鐘，處於劣勢的LGD掌控了巴龍戰區，企圖奪取巴龍增益反勝，Deft在這團戰取得了一個五殺奠定勝局，拿下了他第一個LPL聯賽冠軍並獲得出賽2015年英雄聯盟季中邀請賽（MSI）的資格。。EDG在決賽對上了南韓代表兼前世界冠軍SK Telecom T1，經過激烈的拉鋸戰後，EDG以3-2勝出，Deft為他自己和中國賽區奪得第一個國際聯賽冠軍。
回到LPL夏季常規賽，EDG以第一名出線季後賽，但未能奪冠。後在賽區資格賽中獲勝，代表中國賽區以第二種子出賽英雄联盟2015赛季全球总决赛。在世界賽中，EDG以小組第二名出線淘汰賽，首戰遭遇歐洲傳統勁旅Fnatic，大敗0-3，於八強止步。
在2016年，EDG在LPL聯賽春夏季都打進決賽，兩次都對陣皇族，春季以1-3敗陣，錯失季中邀請賽，夏季以3-0取勝，以第一種子代表中國聯賽征戰英雄联盟2016赛季全球总决赛。在夏季賽中，Deft成為第七個在LPL聯賽獲得1000擊殺的選手。
EDG在世界賽小組表現並不亮眼，對陣外卡巴西隊伍INTZ居然輸了一場，加時賽又輸了給歐洲第二種子H2K Gaming，再次以第二名進入淘汰賽，首輪對上南韓的ROX Tiger，以1-3落敗，再次止步八強。Deft在世界賽後離開了效力兩年的EDG，回歸南韓聯賽LCK，加入KT Rolster。

### KT Rolster (2017–2018)
回歸LCK的Deft在第一個賽季把KT Rolster帶到了決賽，對SK Telecom T1以0-3屈居亞軍，無緣季中邀請賽。於夏季季後賽，KT Rolster以2-3再敗於SK Telecom.，止步準決賽，由於積分不足，須參加資格賽競逐世界賽出賽資格。賽中遇上前東家兼後來的冠軍Samsung Galaxy(SSG)，大敗0-3，無緣世界賽，這是自2013年後Deft首次缺席。
雖然成積不如預期，Deft和KT Rolster的隊員們都決定保留陣容再戰2018賽季。隊伍春季排行第三，夏季成積更亮眼，在決賽以3-2的成績擊敗如日中天的天才新戰隊Griffin，奪下第二個LCK冠軍，Deft的表現非常突出，雖然沒有得到春季MVP，但嬴得場次MVP的次數是整個聯賽最多的。
KT Rolster以第一種子出戰英雄联盟2018赛季全球总决赛，在八強遭遇強敵Invictus Gaming(IG)，經過五場難分難解的精彩比賽後，KT Rolster以2-3僅僅敗陣，IG擊敗KT Rolster後毫無障礙直取冠軍。

### DRX (2019–2020)
在2018年十一月，Deft宣佈轉投Kingzone DragonX。隊伍在2019春季取得季軍，Deft在春季成為LCK聯賽第九個達到1000總擊殺數的選手，也是全球首個在不同賽區達成1000擊殺的選手。可惜Kingzone DragonX在夏季全盤崩潰，只得第七，未能參與季後賽。春季得來的積分讓Kingzone DragonX參與資格賽爭奪世界賽資格，隊伍一路過關斬將到決賽，最後以2-3僅敗於DAMWON Gaming，Deft再次錯失世界賽。
在2019年十月，Kingzone DragonX更名為DragonX（DRX），並以Deft為中心重建戰隊。他們從青訓系統提拔了打野Pyosik和輔助Keria，並帶入前Griffin的天才中路Chovy和上路Doran。
在2020 LCK聯賽，他們獲得春季季軍，夏季亞軍，在決賽敗陣DAMWON Gaming，但全年積分已足出線世界賽。因新冠肺炎疫情，季中邀請賽被季中直播馬拉松取代，DRX在小組賽成績2-1，但連輸兩場加時賽，未能晉級淘汰賽。在英雄联盟2020赛季全球总决赛，DRX以小組第二名打進淘汰賽，首輪再次對上將成冠軍的DAMWON Gaming，0-3被淘汰，Deft再次止步八強。

### Hanwha Life Esports (2021)
在2020十一月，Deft宣佈加入Hanwha Life Esports（HLE）。他們在春季常規賽狀態起起伏伏，但也取得季軍。在二月四日，Deft取下他在LCK聯賽的300勝。在三月十四日，Deft成為第三個在LCK聯賽達到500場賽事的選手。在夏季賽，戰隊成績越發低迷，未能參與季後賽，只排行第八，是Deft自2013以來在常規賽最低的排名。因春季的季軍，HLE有足夠積分參與資格賽爭奪世界賽門票。奇跡地他們從最低排位一路打到決賽，雖然以2-3僅僅敗於T1，但也足以奪得入場券出戰英雄联盟2021赛季全球总决赛。
因為在資格賽負於T1，HLE為第四種子代表南韓賽區，須從冒泡賽奪取資格進入小組賽。在冒泡小組，HLE未能勝過LNG，須從冒泡淘汰賽晉級。HLE以小組第二名進入淘汰賽，在八強再次遇上T1，這次大敗0-3，Deft又一次八強止步世界賽

### 重返DRX (2022)
2021年十二月四日，DRX宣佈Deft將重返DRX的懷抱參戰2022賽季。戰隊在季初連吃三敗，到第四場才擊敗Kwangdong Freecs。在二月，Deft達到職業生涯3000擊殺和1000場賽事，都是全球首個選手達成，擊殺數到現在仍然領先，比Uzi和Faker兩個傳奇選手還要高。同月，Deft在LCK聯賽達到2000擊殺，是第二個選手和首個ADC選手達成.，在三月，Deft迎來了他在LCK聯賽的第600場賽事。在春季常規賽，DRX排行第四，季後賽首輪敗於Kwangdong Freecs，止步半準決賽。在夏季常規賽，DRX排行只有第六，季後賽又在第一輪敗下來，這次是以2-3敗給Liiv SANDBOX。Deft再次須從資格賽爭取世界賽門票，在九月四日，DRX成功擊敗季後賽淘汰他們的Liiv SANDBOX，奪下南韓聯賽第四種子的資格。
在英雄联盟2022赛季全球总决赛，DRX成功以一局未損的姿態完成冒泡賽。晉級小組賽後以首名進入淘汰賽，首輪遭遇前東家Edward Gaming，成功讓二追三取勝，這是世界賽有史以來第二次的讓二追三，碰巧當天是Deft的26歲生日，也是Deft自英雄联盟2014赛季全球总决赛以來終於再打入四強。下輪對陣又是前東家，前身三星戰隊的Gen.G，DRX以3-1取勝，終於成功打入決賽。
DRX在決賽的對手是英雄聯盟史上最成功的隊伍，三屆世界冠軍T1，帶領著他們的是和Deft年資一樣長的傳奇選手Faker。決賽在三藩市大通銀行中心舉行，這場賽事一路拉鋸戰到第五場，最後DRX戰勝了T1，Deft在近十載的職業生涯後終於成為世界冠軍，造下最年長世界冠軍的記錄。Deft勝出後，在採訪中以「重要的是百折不屈的心」總結奪冠的關鍵，而這句話瞬間引爆了韓國的論壇，被奉為今年韓國體育圈的最佳金句，連韓國國家足球隊也在2022年國際足協世界盃引用這句話。

### Dplus Kia (2023)

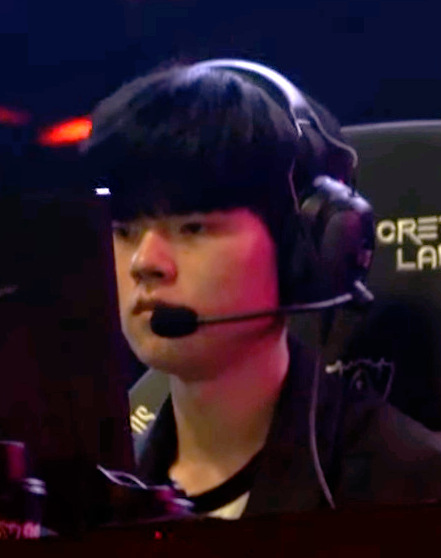
在英雄联盟2023赛季全球总决赛 瑞士輪賽的Deft

在2022年十一月，Deft首佈和Canna一同加盟Dplus KIA ，夥拍2020世界冠軍Canyon和ShowMaker。隊伍整年的狀況不穩，春夏季都只得第五，但在資格賽擊敗HLE，成功以南韓第四種子再進世界賽。在英雄联盟2023赛季全球总决赛，DK在首次採用了瑞士制賽制中首四輪只有2-2，對上KT Rolster，被他們2-0擊敗，未能晉級，衛冕冠軍失敗。

### 重返KT Rolster (2024)
在2023年十一月，KT Rolster宣佈簽下Deft和2022年一起奪冠的隊友Pyosik和BeryL。這年KT的表現非常神經刀，可以敗給包尾的隊伍，但對上在整個LCK聯賽所向披靡的Gen.G卻可以拿下兩場勝仗，是Gen.G全年在常規賽唯二敗績。在春夏兩季KT都只得第五，又需參與資格賽，在第四種子爭奪戰再遇狀況同樣不穩的T1，打到第五局不敵，無緣世界賽。在八月，Deft在一個訪問中透露他將於2025年服兵役，但也希望服完後技術未有下跌的話可以重返賽場。在十月二十五日，KT宣佈在十一月十七日將為Deft舉辦歡送會。在2025年5月18日，Deft在直播上宣佈他將於明天入伍。

## 外部連結
- 金赫奎的Twitch频道